# Brita Sofia Hesselius
Brita Sofia Hesselius (Alster, 1801 - 1866) fou una fotògrafa sueca.
Hesselius va néixer a la parròquia d'Alster, al Municipi de Karlstad com la filla d'Anna Katarina Roman i Olof Hesselius, inspector d'una propietat.
De 1845 a 1853, va dirigir una escola de noies a Karlstad. Simultàniament, treballava en un estudi fotogràfic de daguerreotip. Va ser la primera fotògrafa professional del seu país, abans que Hedvig Söderström, que va ser considerada la primera en obrir un estudi a Estocolm l'any 1857. i temps abans del grup de fotògrafes professionals pioneres de Suècia que formaren Emma Schenson a Uppsala, Hilda Sjölin a Malmö i Wilhelmina Lagerholm a Örebro.
Hesselius també va pintar retrats a l'oli. L'any 1853, es trasllada a Estocolm, i finalment a França, on mor l'any 1866, a Menton.